# 奧奈達特設鎮區
奧奈達特設鎮區（英語：Oneida Charter Township）是位於美國密西根州伊頓縣的一個特設鎮區。

## 地方資料
奧奈達特設鎮區的面積為84.60平方千米，當中陸地面積為84.30平方千米，而水域面積為0.30平方千米。根據2020年美國人口普查的數據，當地共有人口3986人，而人口密度為每平方千米47.12人。